# Habenaria henscheniana
Habenaria henscheniana är en orkidéart som beskrevs av João Barbosa Rodrigues. Habenaria henscheniana ingår i släktet Habenaria och familjen orkidéer. Inga underarter finns listade i Catalogue of Life.